# Domenico Carbone
Pour les articles homonymes, voir Carbone (homonymie).
Domenico Carbone (né le 16 juillet 1823 à Carbonara Scrivia, au Piémont et mort à Florence le 20 mars 1883) est un médecin, un homme politique et un poète italien du XIXe siècle.

## Biographie
Domenico Carbone obtient à dix-huit ans, en 1841 une inscription gratuite à la faculté de médecine de Turin. Elle lui est offerte par le Collegio delle Provincie (Collège des Provinces).
Durant ses études de médecine le jeune Domenico se lie d'amitié avec Bartolomeo Casalis, Felice Govean, Quintino Sella, Giambattista Bottero et Michele Lessona, dont il épousera la sœur Camilla.
Il est reçu diplômé en médecine le 6 août 1847. À la même époque il aide son ami Michele Lessona à fuir jusqu'en Égypte avec Maria Ghignetti et entretient des relations épistolaires avec le fuyard.
Carbone devient célèbre avec la ballade Il Re Tentenna où il se moque du roi Carlo Alberto de Sardaigne. Le succès de cette œuvre est apprécié négativement par le souverain et Carbone va prudemment choisir alors le chemin de l'exil pour se mettre à l'abri.
Il revient à Turin en 1848 pour s'enrôler durant les évènements de 1848 au côté de Costantino Nigra dans la compagnie des bersaglieri étudiants de l'université de Turin.
Après une brève période de pratique de la profession de médecin, Carbone va se consacrer à la réorganisation de l'enseignement.
Il publie en 1857 le Libro del profeta Pippo (Livre du prophète Pippo) où il se livre à une violente satire de Mazzini et ses partisans.
Il compose également la chanson Carabina dei bersaglieri (Carabine des bersaglieri).
En 1859 Carbone est appelé au poste de Provveditore agli Studi pour la province de Coni. Il est nommé ensuite à Brescia, puis à Parme.
En 1861 le ministre de l'Instruction Publique Francesco De Sanctis le charge de la réorganisation de l'enseignement dans les Abruzzes.
Il est gouverneur général (provveditore centrale) à Florence, puis à Milan et enfin à Rome de 1871 à 1874, juste après l'annexion de la Ville éternelle au royaume d'Italie.
Carbone quitte ses hautes fonctions à l'âge de 51 ans. Il continue cependant à travailler dans l'enseignement. D'abord recteur du collège Ghislieri de Pavie, il préside ensuite le lycée Dante de Florence de 1880 jusqu'à sa mort en 1883.
Il joint à cette activité une passion pour la publication des classiques : Pétrarque, Boiardo, Le Tasse, Cellini et des discours fameux au nombre desquels l' « Educazione dello spirito » (Éducation de l'esprit) et l' « Educazione del cuore » (Éducation du cœur).

## Extraits d'œuvres
Il Re Tentenna :
In diebus illis c'era in Italia

narra un'antica gran pergamena

un re che andava fin dalla balia

pazzo per giuoco dell'altalena,

caso assai raro nei re l'estimo

e fu chiamato Tentenna Primo... 

Ciondola, dondola

che cosa amena

dondola, ciondola

è l'altalena
Carabina dei bersaglieri :
Mia carabina, mia fidanzata

di tutto punto tu se' parata;

dolce tripudio della mia mano,

amor dell'occhio con cui ti spiano,

io t'ho giurato la fede mia

su' vasti campi di Lombardia...

## Autres ouvrages publiés
- Sono Italiano: canto popolare (Je suis Italien, chant populaire, poésie de Domenico Carbone, musique de Ermanno Picchi, Guidi, Florence, 1856)
- All’esercito italiano reduce di Crimea: canto (Rossi, Tortona, 1856)
- Il libro del profeta Pippo: ditirambo (Rossi, Tortona, 1857)
- Le due sorelle / Il cavaliere italiano / N. Vineis! (Galimberti, Coni, 1860)
- Il Novellino, ossia Libro di bel parlar gentile ridotto a uso delle scuole e riveduto sui manoscritti per cura di Domenico Carbone; con aggiunta di dodici novelle di Franco Sacchetti e con note di vari (Barbera, Florence, 1868, réédité plusieurs fois)
- L'educazione dello spirito: discorso detto nella premiazione degli alunni delle scuole elementari addì 15 gennaio 1875 (Botta, Turin, 1875)
- L’educazione del cuore: discorso detto nella premiazione degli alunni delle scuole elementari il 12 gennaio 1876 (Botta, Turin, 1876)
- Amedeo di Savoia duca d’Aosta (Amédée de Savoie duc d'Aoste, Capaccini, Rome, 1890)
- Carteggio dal 1845 al 1850, a cura della figlia Bice e del nipote Domenico Carbone (Correspondance de 1845 à 1850, publiée par sa fille Bice et son neveu Domenico Carbone, Cogliati, Milan, 1922)

## Sources
- Cet article a été rédigé à partir de la biographie de Domenico Carbone établie par l'historien et professeur Aldo Alessandro Mola et consultable en italien page 46 de l'ouvrage collectif de Marco Albera, Manlio Collino et Aldo Alessandro Mola : Saecularia sexta album, Studenti dell'Università a Torino, Sei secoli di storia (Saecularia sexta album, Étudiants de l'Université à Turin, Six siècles d'histoire), Elede Éditrice Srl, Turin 2005.